# Leonardo Sarto
Leonardo Sarto (Zevio, 15 gennaio 1992) è un rugbista a 15 italiano, attivo nel ruolo di tre quarti ala del Rovigo in TOP10 e dal 2013 internazionale per l'Italia.
È fratello minore di Jacopo Sarto, anch'egli rugbista di rilievo internazionale.

## Biografia
Crebbe rugbisticamente nel Petrarca, in cui fu portato a 6 anni da sua madre, collega della moglie di Arturo Bergamasco, padre di Mauro e Mirco.
Nel 2011 fu aggregato all'Accademia FIR di Tirrenia, che quell'anno mise in campo per la prima volta una propria squadra, iscritta al campionato di serie serie A1 e, nel 2011, ebbe le prime esperienze internazionali: fu infatti convocato dal commissario tecnico della nazionale Under-20 Craig Green in occasione del campionato mondiale giovanile in Veneto.
Dopo la rassegna mondiale fu ingaggiato dalla neoistituita franchise delle Zebre con cui disputò il Pro12 2012-13, al termine del quale fu convocato dal ct della nazionale maggiore Jacques Brunel in occasione del tour italiano in Sudafrica; l'esordio avvenne nell'ultima partita della serie, contro la Scozia, alla quale Sarto marcò una meta nel primo minuto di gioco.
Nel 2016 firmò un contratto biennale con i Glasgow Warriors campioni di Pro12 in carica, che lo legò al club fino al maggio 2018; con la maglia del club scozzese Sarto collezionò 18 presenze e 9 mete totali tra campionato e Champions Cup. Costretto a fermarsi a causa di un lungo infortunio ad una spalla, dopo un mese di prova con la squadra "A" di Bristol, nel dicembre del 2018 firmò un contratto di sei mesi con gli inglesi dei Leicester Tigers, trovando però poco spazio.
Tornato in Italia, nell'estate 2019 fece parte del gruppo dei giocatori in prova invitati dal Benetton, venendo ingaggiato dal club bianco-verde all'inizio della stagione sportiva.

## Palmarès

### Club
- Campionati italiani: 1
Rovigo: 2022-23